# Pedunculus cerebri
De pedunculus cerebri of hersensteel is het omhulsel van het mesencephalon dat naar beneden gaat rondom de hersenstam. Het is een bundel zenuwvezels die de hersenstam verbindt met de grote hersenen. Het is gelegen aan de ventrale zijde van de hersenstam en bestaat uit drie belangrijke delen: het crus cerebri, de substantia nigra en het tegmentum. In ruime zin is het het hele mesencephalon behalve de vierheuvelplaat.
Belangrijke groepen axonen die door de pedunculus cerebri heen lopen zijn de tractus corticospinalis en de tractus corticobulbaris.

## Functies van de pedunculus cerebri
De pedunculus cerebri is betrokken bij een breed scala aan functies in het lichaam en is van vitaal belang voor de normale werking van het zenuwstelsel. Hieronder zijn enkele belangrijke functies van de verschillende delen van de pedunculus cerebri:

### Crus cerebri
Het crus cerebri is het grootste deel van de pedunculus cerebri en bevat vezels die informatie van de cortex naar de hersenstam en het ruggenmerg overbrengen. Deze vezels zijn onderdeel van het corticospinale systeem en spelen een belangrijke rol bij de controle van de spierbeweging.

### Substantia nigra
De substantia nigra is een gebied in de hersenen dat dopamine produceert. Het is betrokken bij de regulatie van de motorische functie en wordt geassocieerd met de ziekte van Parkinson, waarbij de dopaminerge neuronen in dit gebied afsterven.

### Tegmentum
Het tegmentum is het meest ventrale deel van de pedunculus cerebri en bevat verschillende structuren die betrokken zijn bij de controle van de vitale functies, zoals de ademhaling en de hartslag, evenals de regulatie van de slaap-waakcyclus en de pijnrespons.

## Rol in neurologische aandoeningen
Schade aan de pedunculus cerebri kan leiden tot een breed scala aan neurologische aandoeningen, waaronder verlamming, tremoren en andere motorische stoornissen. In de medische praktijk kan beeldvorming van de pedunculus cerebri worden gebruikt om de oorzaak van bepaalde neurologische aandoeningen te identificeren en om de effectiviteit van bepaalde behandelingen te volgen.